# Relaciones España-San Marino
Las relaciones España-San Marino son las relaciones bilaterales entre estos dos países. San Marino tiene una embajada y un consulado en Madrid. España no tiene embajada en San Marino, pero la embajada y consulado españoles en Roma están acreditados para este país.

## Relaciones diplomáticas
España estableció relaciones diplomáticas con San Marino a nivel de Embajadores en 1992, relaciones excelentes que se reflejan, sobre todo, en un frecuente intercambio de apoyo recíproco de candidaturas presentadas para cubrir vacantes en organizaciones internacionales. Así, en 2008, España brindó su apoyo a San Marino para su inclusión en la lista de sitios de Patrimonio de la Humanidad de la UNESCO. Finalmente, hay que destacar la entrada en vigor, en agosto de 2011, del Acuerdo bilateral sobre intercambio de información en materia tributaria, firmado en 2010 que responde al deseo de San Marino de alinearse con la política de transparencia fiscal de la OCDE.

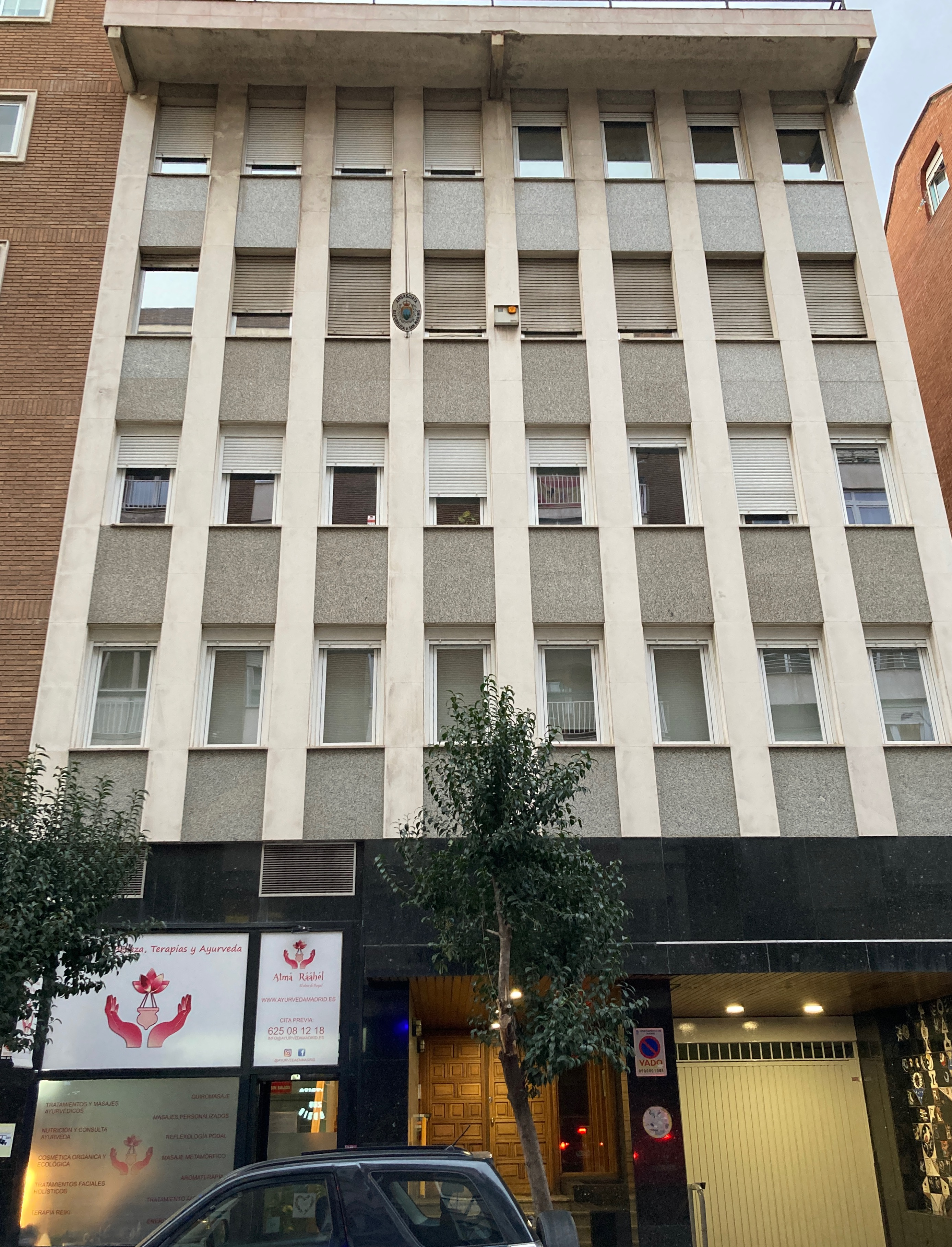
Edificio que alberga la Embajada de San Marino en Madrid

## Relaciones económicas
Según los últimos datos publicados por el ICEX, en el periodo de enero-febrero de 2014 las exportaciones españolas a San Marino alcanzaron €1,79 millones, lo que supuso un aumento del 46,2% respecto al mismo periodo del año anterior. Los sectores principales fueron: automóviles (20%), pasta de papel y papel (19%) y productos semielaborados de aluminio (11%).
En cuanto a las importaciones españolas desde San Marino, en este periodo alcanzaron los €0,88 millones, cifra que representa un aumento del 73,5% respecto al mismo periodo del ejercicio precedente. Los capítulos más importantes fueron artículos y productos para la limpieza (50%), maquinaria de envase y embalaje (27%) y farmoquímica (10%).